# Щедрый (посёлок)
Ще́дрый — посёлок в Мясниковском районе Ростовской области.
Входит в состав Недвиговского сельского поселения.

## География
Посёлок расположен в бассейне реки Донской Чулек.

## История
В 1987 году указом Президиума Верховного Совета РСФСР Посёлку второй фермы совхоза «Пролетарская диктатура» присвоено наименование Щедрый.

## Население
| 2010 |
| ---- |
| 159  |

## Улицы
- ул. Комарова,
- ул. Луговая,
- ул. Степная,
- ул. Центральная.